# NGC 7331
NGC 7331 (nota anche come C 30) è una galassia a spirale visibile nella costellazione di Pegaso.
Si individua 4 gradi a NNW della brillante stella η Pegasi; si mostra in piccoli strumenti come una scia chiara disposta in senso N-S, appena più chiara al centro. I bracci, visibili con strumenti di maggiori dimensioni, sono tenui e aperti in direzione sud; la struttura e le dimensioni sono simili a quelle della Via Lattea, al punto che talvolta ci si riferisce a questa galassia come alla "gemella della Via Lattea". Nel 1959 esplose una supernova di tipo IIL, 1959D, che raggiunse magnitudine 3,4, e nel 2013 un'altra di tipo II, 2013bu, che raggiunse 16,6 Al suo interno sono osservabili evidenti fenomeni di starburst; dista dalla Via Lattea circa 45 milioni di anni luce.
Nel 2025 è stata scoperta la supernova di tipo Ia SN 2025rbs, osservata dal Gravitational-wave Optical Transient Observer (GOTO), una rete di radiotelescopi robotici gestiti dall'Osservatorio del Roque de los Muchachos e dall'Osservatorio di Siding Spring.

## Galleria d'immagini

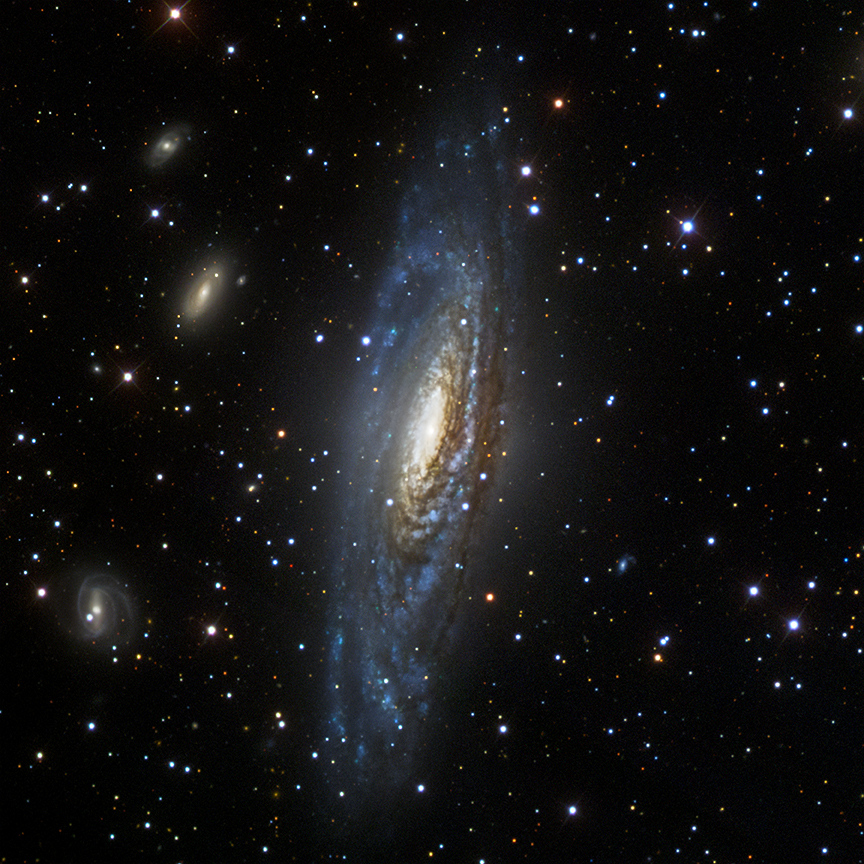
NGC 7331 e altre galassie del Gruppo di NGC 7331
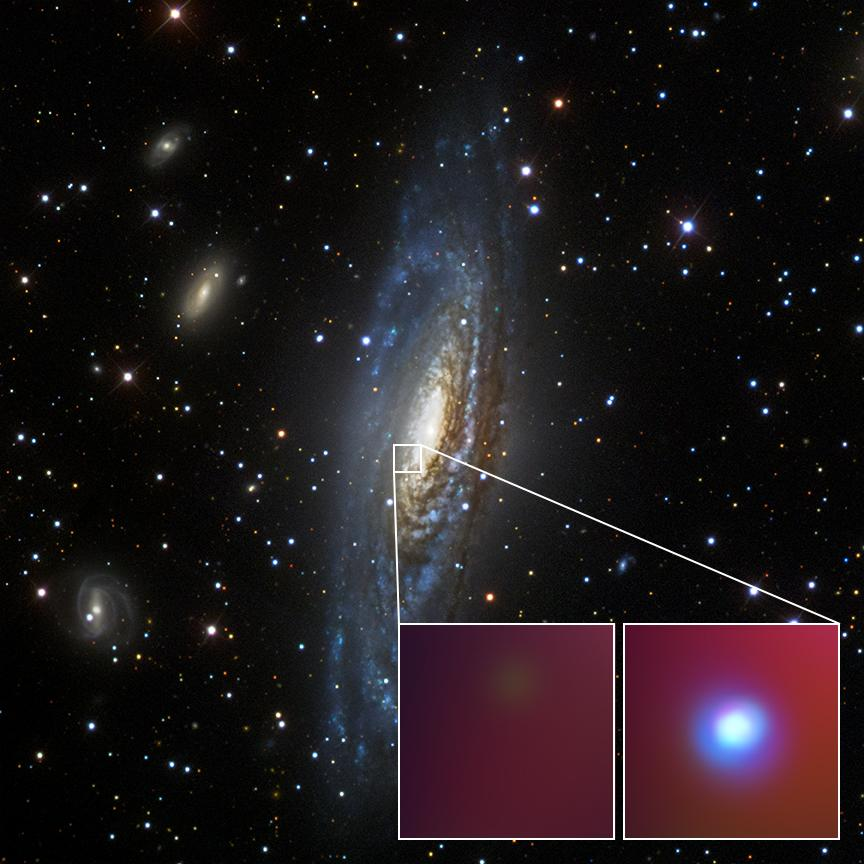
NGC 7331 e la supernova SN 2014C  (Telescopio Chandra)
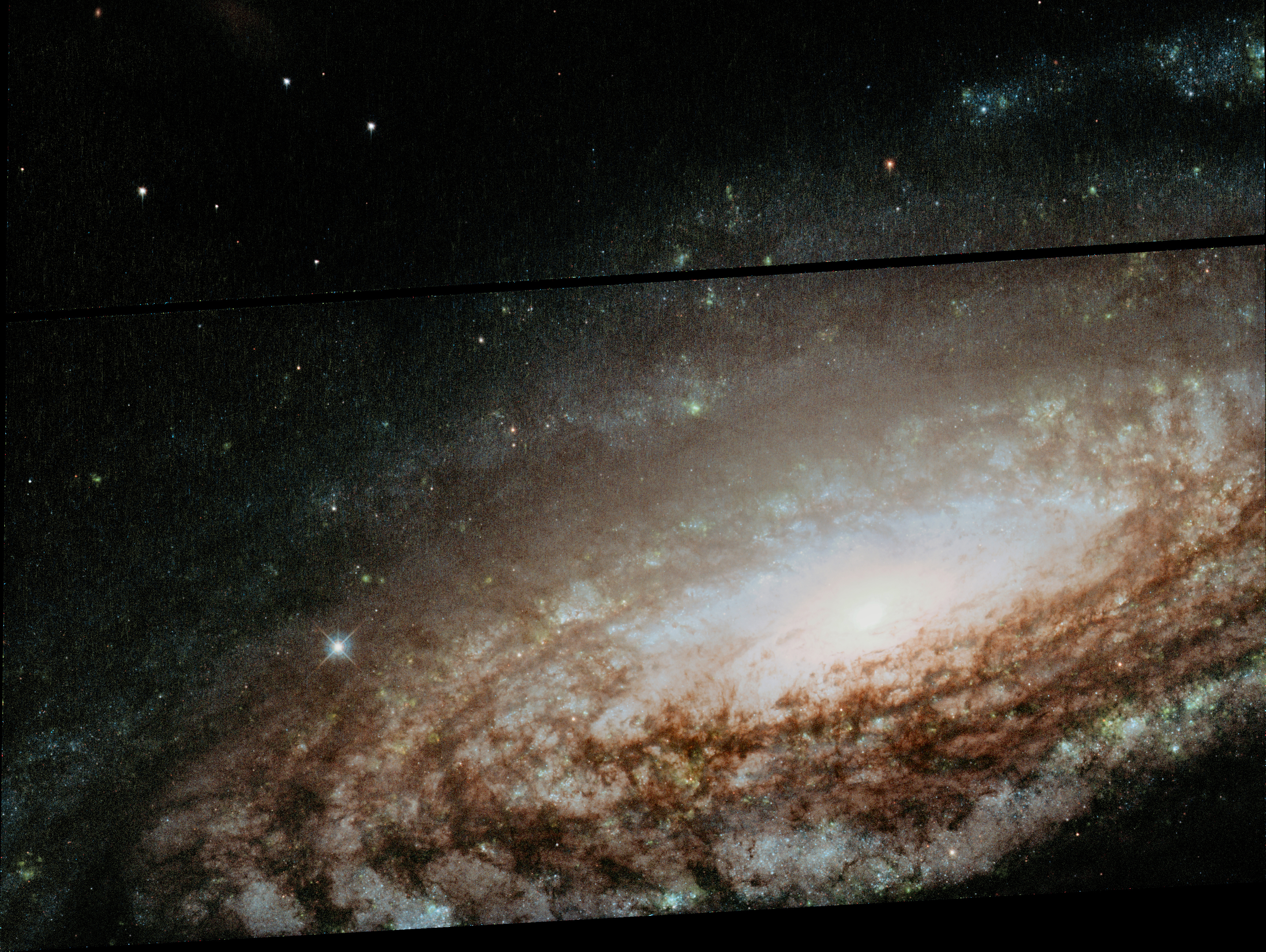
NGC 7331  (Telescopio spaziale Hubble)
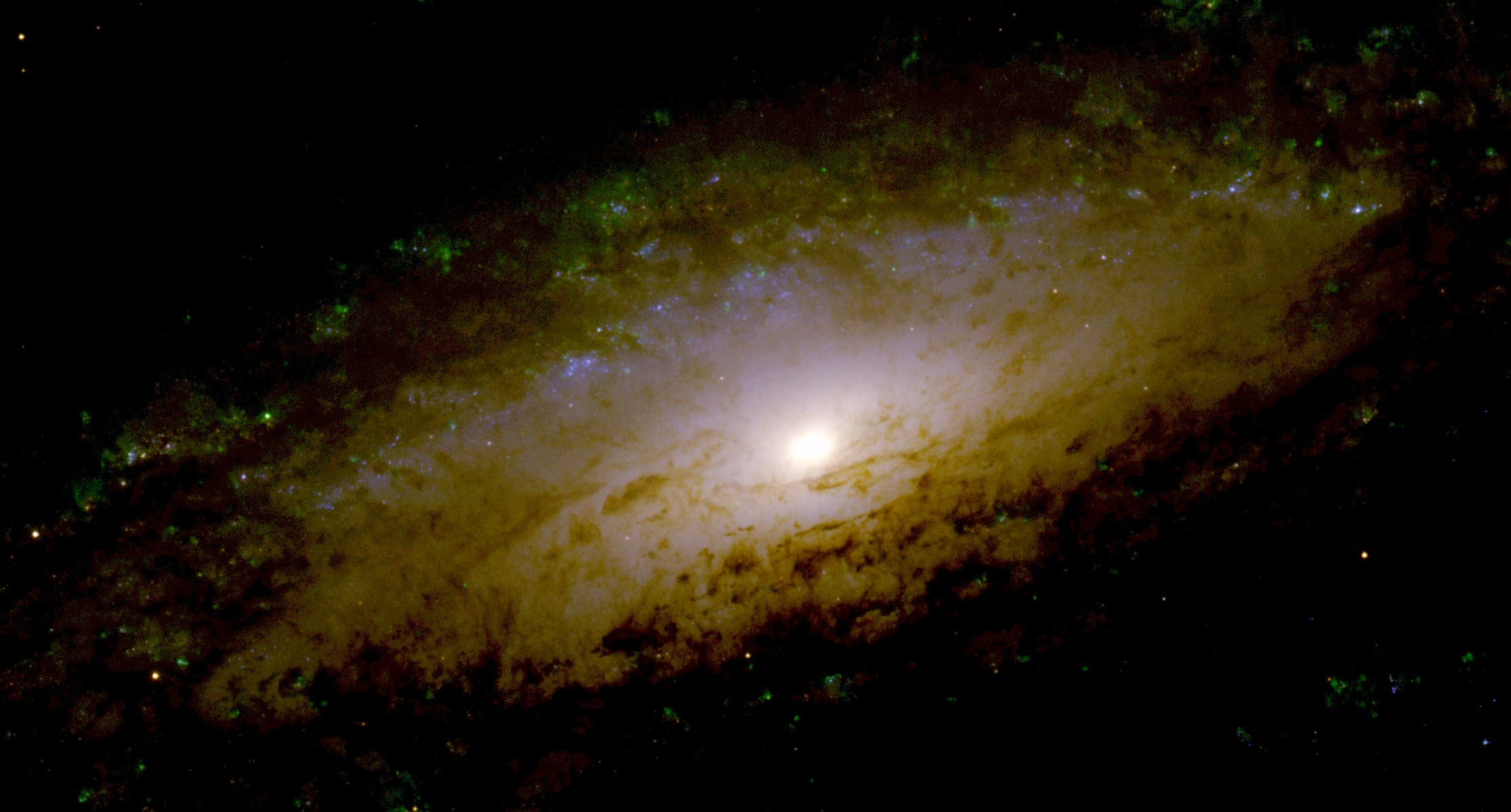
NGC 7331  (Telescopio spaziale Hubble)
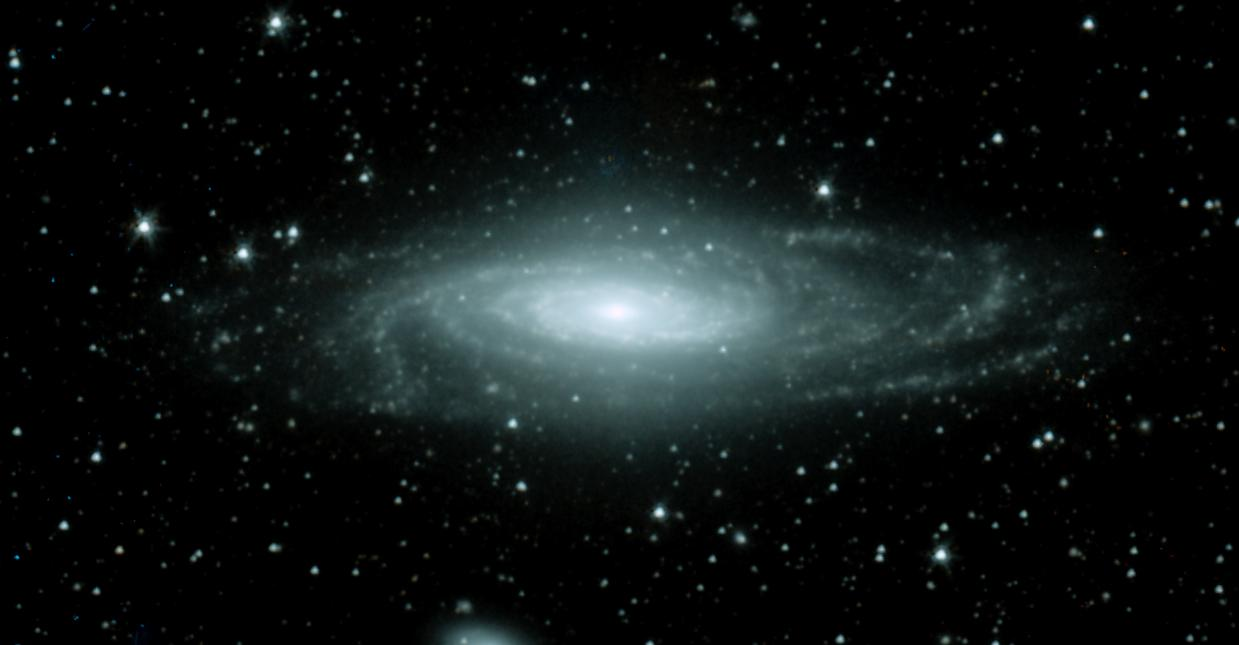
NGC 7331
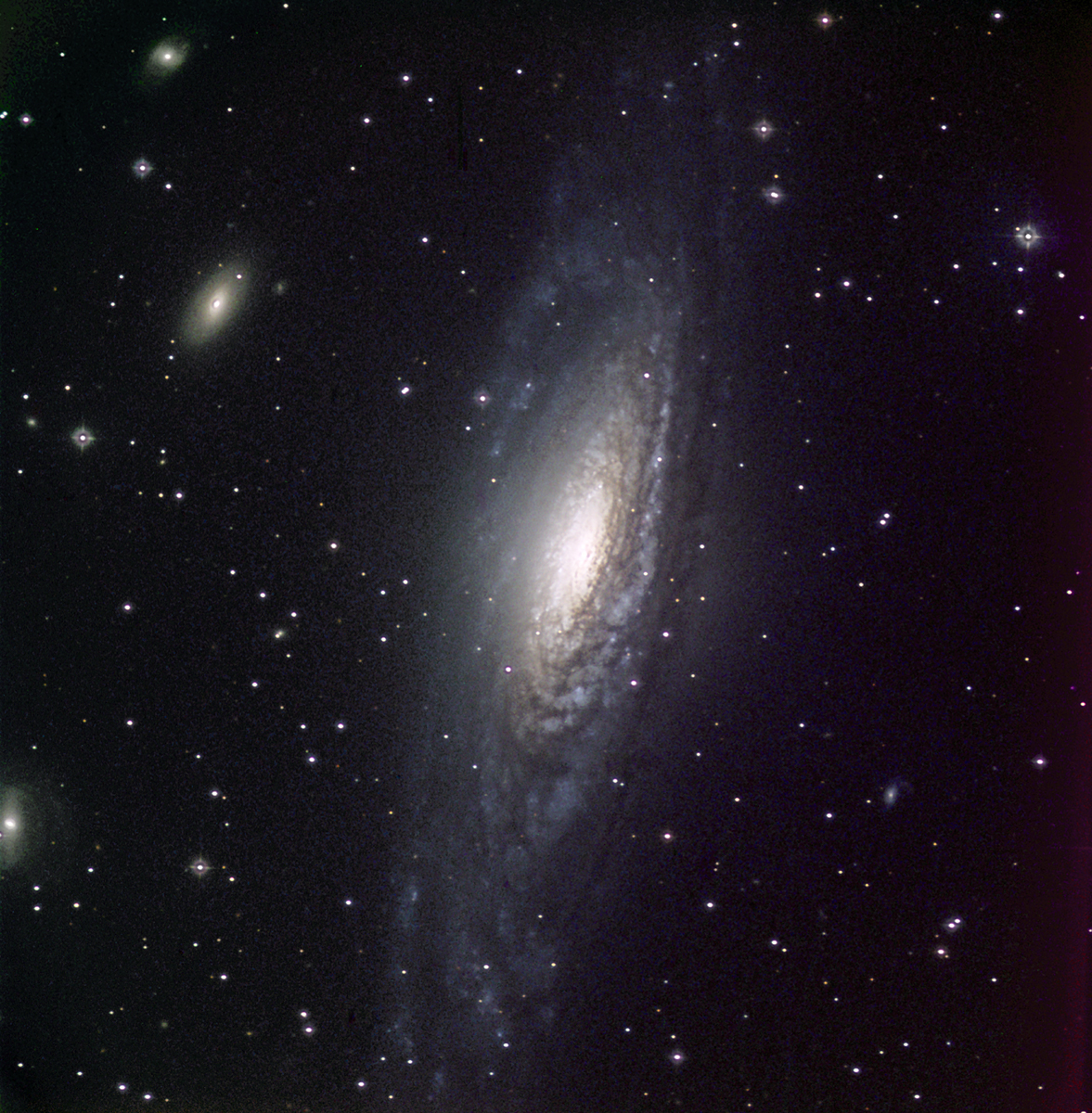
NGC 7331 (luce visibile)